# Dayana Yastremska
Dayana Oleksándrívna Yastremska (ucraniano: Даяна Олександрівна Ястремська; Odesa, 15 de mayo de 2000) es una jugadora de tenis ucraniana.
En octubre de 2018, estrenó su palmarés en la WTA, en la primera final que disputaba, al imponerse a la china Qiang Wang en la final del torneo de Hong Kong.
Fue suspendida de la competencia a principios de 2021 después de dar positivo por mesterolona. El 22 de junio de 2021, la Federación Internacional de Tenis dictaminó que Yastremska no era responsable del resultado positivo, por lo que pudo regresar a la competencia de inmediato.

## Títulos WTA (3; 3+0)

### Individual (3)
| Leyenda                                |
| -------------------------------------- |
| Grand Slam (0)                         |
| WTA Finals (0)                         |
| P. Mandatory & Premier 5, WTA 1000 (0) |
| Premier, WTA 500 (0)                   |
| International, WTA 250 (3)             |

| No. | Fecha                 | Torneo      | Superficie    | Oponente en la final | Resultado        |
| 1.  | 14 de octubre de 2018 | Hong Kong   | Dura          | Qiang Wang           | 6-2, 6-1         |
| 2.  | 3 de febrero de 2019  | Hua Hin     | Dura          | Ajla Tomljanović     | 6-2, 2-6, 7-6(3) |
| 3.  | 25 de mayo de 2019    | Estrasburgo | Tierra batida | Caroline Garcia      | 6-4, 5-7, 7-6(3) |

#### Finalista (4)
| No. | Fecha                | Torneo     | Superficie | Oponente en la final  | Resultado     |
| 1.  | 18 de enero de 2020  | Adelaida   | Dura       | Ashleigh Barty        | 2-6, 5-7      |
| 2.  | 6 de marzo de 2022   | Lyon       | Dura (i)   | Shuai Zhang           | 6-3, 3-6, 4-6 |
| 3.  | 2 de febrero de 2025 | Linz       | Dura (i)   | Ekaterina Alexandrova | 2-6, 6-3, 5-7 |
| 4.  | 22 de junio de 2025  | Nottingham | Césped     | McCartney Kessler     | 4-6, 5-7      |

### Dobles (0)
| Leyenda                                |
| -------------------------------------- |
| Grand Slam (0)                         |
| Juegos Olímpicos (0)                   |
| WTA Finals (0)                         |
| P. Mandatory & Premier 5, WTA 1000 (0) |
| Premier, WTA 500 (0)                   |
| International, WTA 250 (0)             |

#### Finalista (1)
| No. | Fecha                | Torneo | Superficie | Pareja           | Oponentes en la final             | Resultado           |
| 1.  | 6 de octubre de 2019 | Pekín  | Dura       | Jeļena Ostapenko | Sofia Kenin Bethanie Mattek-Sands | 3-6, 7-6(5), [7-10] |

## Títulos WTA 125s

### Individual (1)
| N.º | Fecha                | Torneo              | Superficie    | Oponente     | Puntaje       |
| --- | -------------------- | ------------------- | ------------- | ------------ | ------------- |
| 1.  | 12 de agosto de 2023 | Grodzisk Mazowiecki | Tierra batida | Greet Minnen | 2-6, 6-1, 6-3 |

## Títulos ITF

### Individual: 3
| Leyenda                    |
| -------------------------- |
| Torneos de $100,000        |
| Torneos de $80,000         |
| Torneos de $60,000         |
| Torneos de $25,000         |
| Torneos de $10,000/$15,000 |

| N.º | Fecha                   | Categoría | Torneo             | Superficie | Rival              | Marcador |
| --- | ----------------------- | --------- | ------------------ | ---------- | ------------------ | -------- |
| 1.  | 6 de marzo de 2016      | $25,000   | Campinas, Brasil   | Arcilla    | Alizé Lim          | 6-4, 6-4 |
| 2.  | 3 de septiembre de 2017 | $60,000   | Dunakeszi, Hungría | Arcilla    | Katarina Zavatska  | 6-0, 6-1 |
| 3.  | 8 de julio de 2018      | $60,000   | Roma, Italia       | Arcilla    | Anastasia Potapova | 6-1, 6-0 |

| N.º | Fecha                 | Torneo                          | Superficie    | Compañera         | Rival                             | Marcador |
| --- | --------------------- | ------------------------------- | ------------- | ----------------- | --------------------------------- | -------- |
| 1.  | 25 de febrero de 2017 | Moscú, Rusia                    | Dura (indoor) | Vera Lapko        | Bibiane Schoofs Ekaterina Yishina | 7-5, 6-3 |
| 2.  | 25 de marzo de 2017   | Santa Margarita di Pula, Italia | Arcilla       | Olesya Pervushina | Tara Moore Conny Perrin           | 6-4, 6-4 |

## Vida personal
En el Abierto de Australia de 2019, la madre de Yastremska sufrió una lesión en el ojo al explotarle inesperadamente una botella de champán. Se sometió a una cirugía inmediata para salvar el ojo, que fue coordinada en parte por el agente de Elina Svitolina, Stefan Gurov, y financiada por el director del torneo, Craig Tiley. El siguiente mes, Yastremska dedicó su título en el Campeonato de Hua Hin a su madre.
Durante la pandemia de COVID-19 en 2020, Yastremska comenzó una carrera musical. Lanzó su primer sencillo, Thousands of Me, en mayo, y una canción de baile, "Favourite Track", en agosto.
El 9 de julio de 2020, a raíz del asesinato de George Floyd en Mineápolis (Minnesota), las protestas mundiales y la mayor visibilidad del movimiento Black Lives Matter, Yastremska publicó cuatro imágenes de sí misma en sus cuentas de Twitter e Instagram de su mitad deportiva. -Maquillaje blanco, mitad negro, con la leyenda "Igualdad". Recibió duras críticas en las redes sociales, y muchos señalaron que su cara negra deportiva era la antítesis del mensaje que intentaba transmitir. Yastremska eliminó las publicaciones y se disculpó "con aquellos a quienes [había] ofendido", alegando que se la había "malinterpretado" y negó que estuviera usando la cara negra.
Durante la Invasión rusa de Ucrania de 2022, Yastremska huyó a Francia en busca de seguridad, junto con su hermana menor, Ivanna, el 26 de febrero, viéndose obligada a dejar a sus padres en su ciudad natal de Odesa.